# Lao động cưỡng bức tại Đức Quốc xã trong Thế chiến II
Việc sử dụng lao động nô lệ và lao động cưỡng bức ở Đức Quốc xã và khắp châu Âu do Đức chiếm đóng trong Thế chiến II đã diễn ra trên quy mô chưa từng có. Đó là một phần quan trọng trong việc khai thác kinh tế của Đức đối với các vùng lãnh thổ bị chinh phục. Nó cũng góp phần vào việc tiêu diệt hàng loạt dân số ở châu Âu bị chiếm đóng. Người Đức bắt cóc khoảng 12 triệu người từ gần hai mươi quốc gia châu Âu; khoảng hai phần ba đến từ Trung Âu và Đông Âu. Nhiều công nhân đã chết vì điều kiện sống của họ - ngược đãi cực độ, suy dinh dưỡng nghiêm trọng và những cực hình tồi tệ hơn là nguyên nhân chính của cái chết. Nhiều người khác trở thành thương vong dân sự từ kẻ thù (Đồng minh) ném bom và pháo kích nơi làm việc của họ trong suốt cuộc chiến. Vào lúc cao điểm, những người lao động cưỡng bức chiếm 20% lực lượng lao động Đức. Đếm số người chết và bị thay thế, khoảng 15 triệu đàn ông và phụ nữ đã bị cưỡng bức lao động tại một thời điểm trong chiến tranh.
Thất bại của Đức Quốc xã năm 1945 đã giải phóng khoảng 11 triệu người nước ngoài (được phân loại là "người bị di dời"), hầu hết trong số họ là những người lao động cưỡng bức và tù binh. Trong thời chiến, các lực lượng Đức đã đưa vào Đức Quốc xã 6,5 triệu dân thường bên cạnh tù binh Liên Xô như là lao động cưỡng bức trong các nhà máy.  Đưa họ trở về nhà là ưu tiên hàng đầu của quân Đồng minh. Tuy nhiên, trong trường hợp công dân Liên Xô, trở về thường có nghĩa là sự nghi ngờ về sự hợp tác với Đức hoặc đưa tiếp đến Gulag. Cơ quan Cứu trợ và Phục hồi của Liên Hợp Quốc (UNRRA), Hội Chữ thập đỏ và các hoạt động quân sự đã cung cấp thực phẩm, quần áo, chỗ ở và hỗ trợ họ khi trở về nhà. Tổng số có 5.2 triệu công nhân nước ngoài và tù binh đã được hồi hương về Liên Xô, 1.6 triệu về Ba Lan, 1,5 triệu về Pháp và 900.000 về Ý, cùng với 300.000 đến 400.000 người về Nam Tư, Tiệp Khắc, Hà Lan, Hungary và Bỉ.